# Euthrenopsis otagoensis
Euthrenopsis otagoensis är en snäckart som beskrevs av Powell 1929. Euthrenopsis otagoensis ingår i släktet Euthrenopsis och familjen valthornssnäckor. Inga underarter finns listade i Catalogue of Life.